# Thorellina
Genre
Synonymes
- Thoracites Thorell, 1898 nec Brauer & Bergenstamm, 1891

Thorellina est un genre d'araignées aranéomorphes de la famille des Araneidae.

## Distribution
Les espèces de ce genre se rencontrent en Birmanie et en Nouvelle-Guinée.

## Liste des espèces
Selon World Spider Catalog (version 17.0, 28/03/2016) :
- Thorellina acuminata (Thorell, 1898)
- Thorellina anepsia (Kulczynski, 1911)

## Publications originales
- Berg, 1899 : Substitución de nombres genéricos. Comunicaciones del Museo Nacional de Buenos Aires, vol. 1, no 3, p. 77-80.
- Thorell, 1898 : Viaggio di Leonardo Fea in Birmania e regioni vicine. LXXX. Secondo saggio sui Ragni birmani. II. Retitelariae et Orbitelariae. Annali del Museo Civico di Storia Naturale di Genova, sér. 2, no 19 (39), p. 271-378 (texte intégral).